# مسیه ۱۰

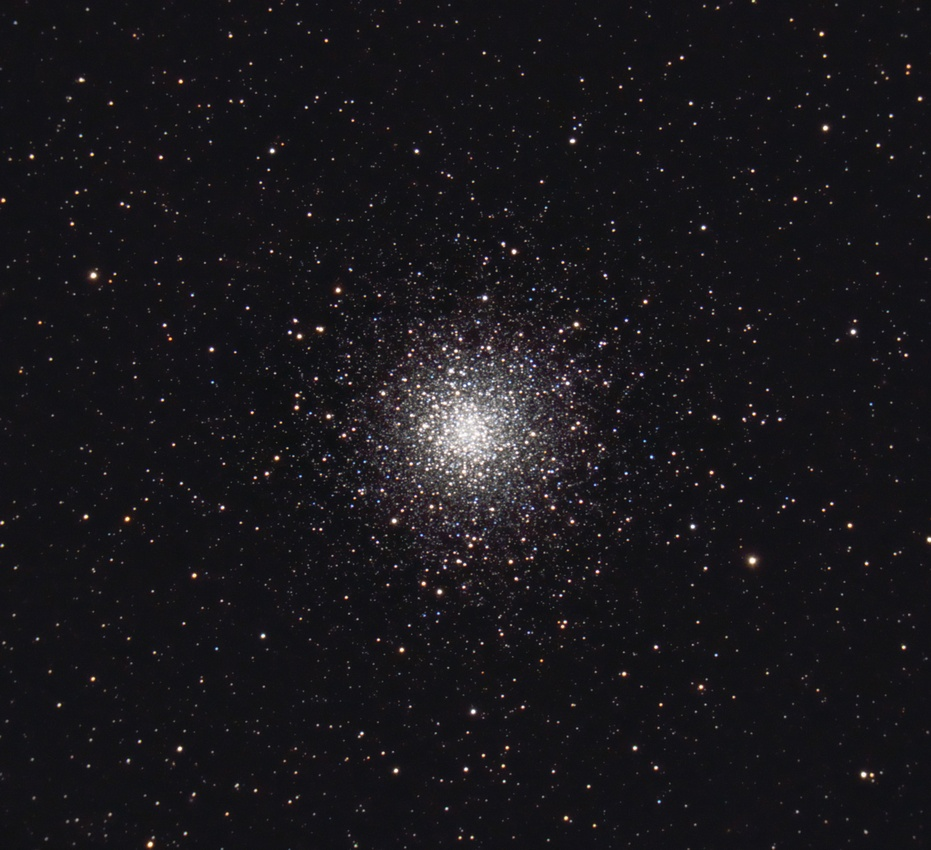
خوشهٔ ستاره‌ای مسیه ۱۰.

مسیه ۱۰(به انگلیسی: Messier 10) یا ان‌جی‌سی ۶۲۵۴ یک خوشه ستاره‌ای کروی در صورت فلکی مارافسای است که فاصله آن از زمین سیزده هزار سال نوری و قدر ظاهری آن ۷٫۵ است.
این جسم در تاریخ ۲۹ مه ۱۷۶۴ از سوی شارل مسیه کشف شد. وی این جسم را در فهرست خود به عنوان شماره ۱۰ یادداشت کرد. وی این جسم را به عنوان یک «سحابی بدون ستاره» توصیف کرد ولی بررسی‌های بعدی نشان داد که مسیه ۱۰، یک خوشه کروی دارای هزاران ستاره‌است.
مسیه ۱۰ قطر ظاهری ۲۰ دقیقه قوسی دارد یعنی دوسوم قطر ظاهری کره ماه.
مسافت آن از کره زمین ۱۴٬۳۰۰ سال نوری برآورد می‌شود.